# Ignacio de Iriarte

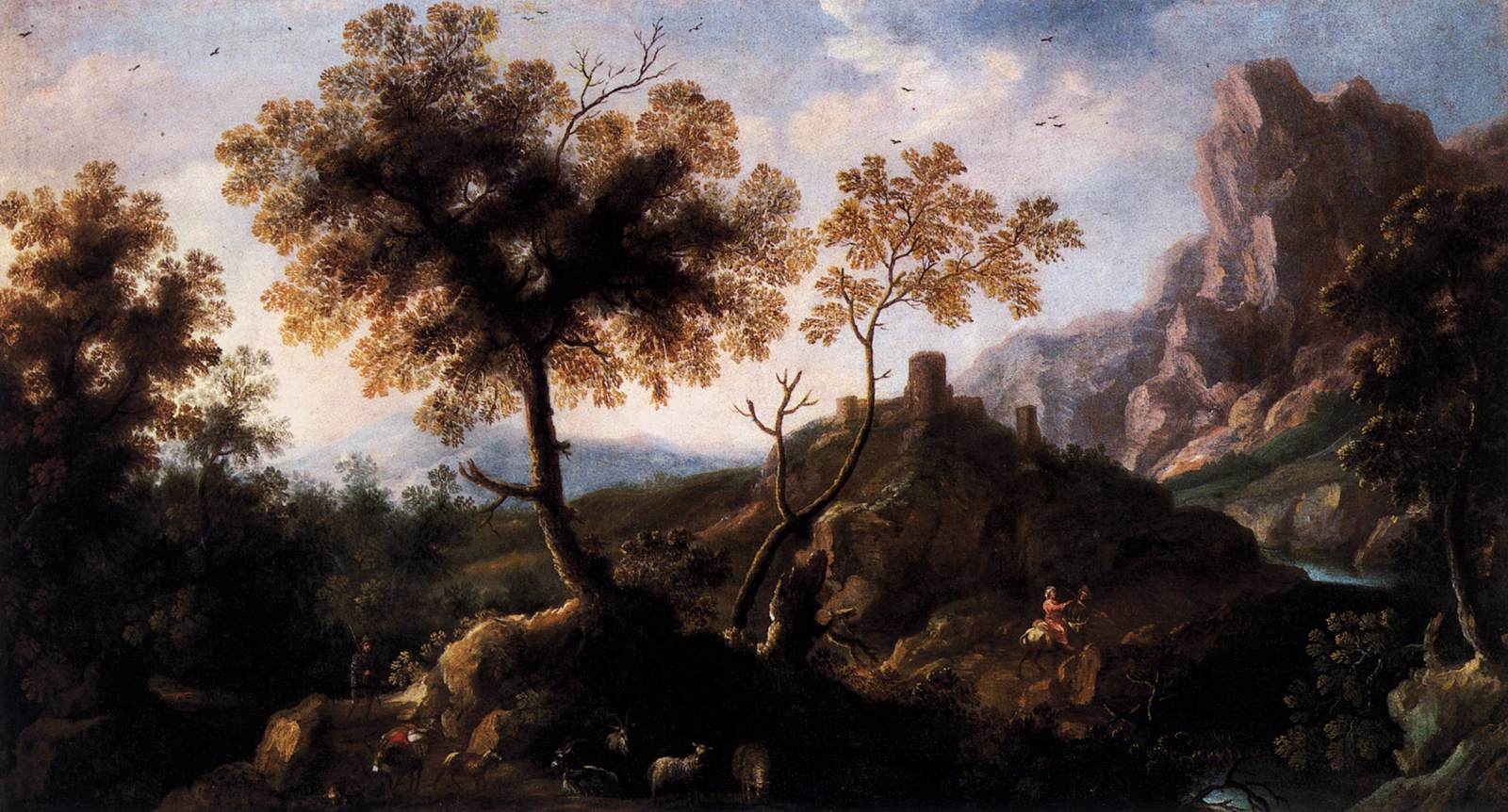
Paisajes con pastores, 1665, óleo sobre lienzo, 106 x 194 cm, Madrid, Musée du Prado.

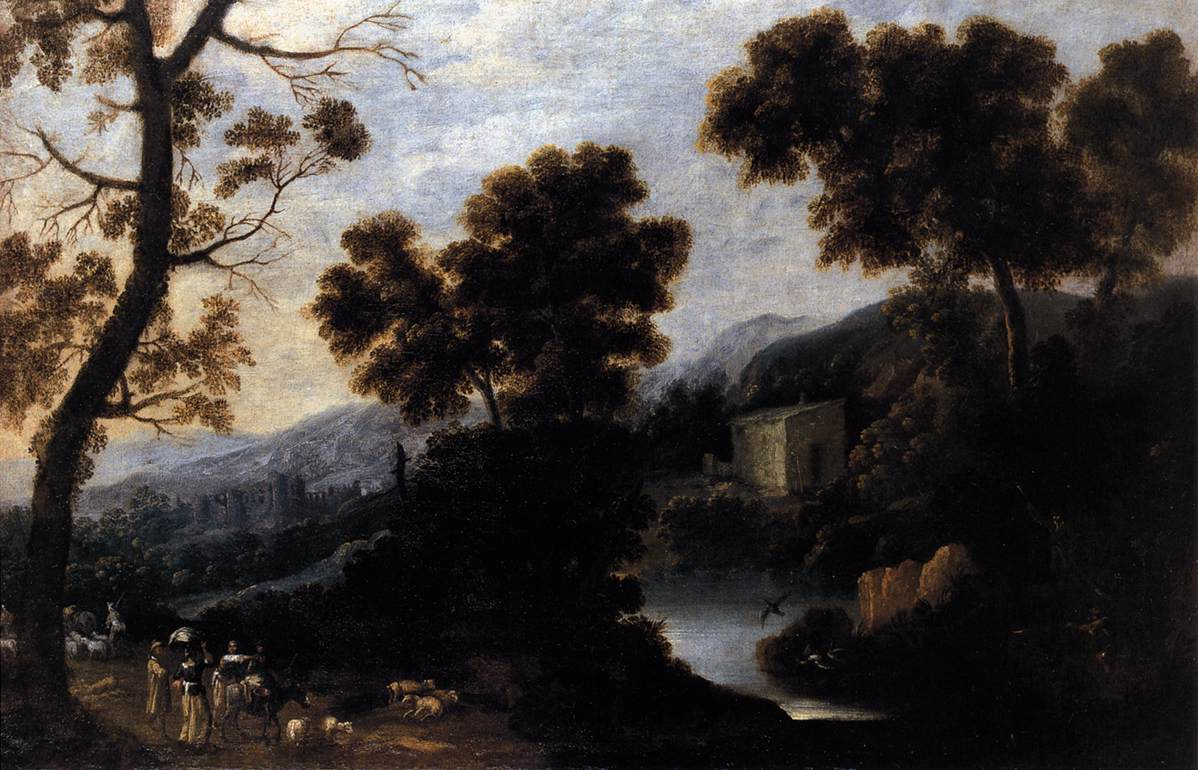
Paisaje con figuras, Musée des beaux-arts de Bilbao.

Ignacio de Iriarte est un peintre espagnol, né en 1621 à Azcoitia, Guipuzcoa, et mort à Séville en 1670. 

## Biographie
Il était élève d'Herréra le Vieux. Il se consacra au paysage. On admire dans ses œuvres la transparence de l'air, la légèreté des feuillages, un savant emploi du clair-obscur, la limpidité des eaux et la beauté des ciels. Il travailla longtemps avec Murillo, qui ornait ses sites de personnages. Ignacio de Iriarte fut un des fondateurs de l'Académie de Séville (1660).